# Česká strana státoprávní
Die Česká strana státoprávní (Tschechische staatsrechtliche Partei) war eine tschechische, nationalistische Partei in Österreich-Ungarn in der Zeit um 1900. Sie ging 1908 in der Česká strana státoprávně pokroková (Tschechische staatsrechtlich-fortschrittliche Partei) auf.

## Geschichte
Die Wurzeln der Tschechischen staatsrechtlichen Partei gehen auf die tschechische Fortschrittsbewegung zurück, wobei sich jene Anhänger der Fortschrittsbewegung, die die zurückhaltende Haltung der Jungtschechen in der staatsrechtlichen Frage ablehnten zur staatsrechtlichen Partei formierten. Des Weiteren stellte die Ablehnung einer möglichen Kooperation der Jungtschechen mit den Sozialisten einen weiteren Beweggrund zur Gründung der Tschechischen staatsrechtlichen Partei dar. Der Tschechischen staatsrechtlichen Partei schlossen sich in der Folge auch einige Jungtschechen wie der Politiker Alois Rašín sowie dessen Gefährten an. Die Tschechische staatsrechtliche Partei vertrat eine radikale Auffassung des böhmischen Staatsrechts und lehnte die Verfassung sowie des cisleithanischen Reichsrat ab, da die Verfassung ohne Zustimmung des Volkes zustande gekommen war. Verfassungsrechtliche Kompetenz hatte in den Augen der Tschechischen staatsrechtlichen Partei lediglich der Böhmische Landtag. Des Weiteren war für die Tschechische staatsrechtliche Partei die Lösung der böhmischen staatsrechtlichen Frage nicht automatisch mit einem Verbleib in der Habsburgermonarchie verbunden. Neben dem staatsrechtlichen Thema setzte sich die Gruppe um Rašín vor allem für die Interessen der Unternehmer ein und sah eine wichtige Aufgabe auch im Kampf gegen den Sozialismus. Durch den extremen Nationalismus kam es mehrfach auch zu antisemitischen Ausritten, die schließlich Ende 1901 zur Trennung Rašíns und seiner Gefolgschaft von den Staatsrechtlern führte. Auf Grund der personellen Veränderungen sowie aus wahltaktischen Überlegungen schloss sich die Tschechische staatsrechtliche Partei im April 1908 mit der Česká strana radikálně pokroková (Tschechisch radikal-fortschrittliche Partei) zur Česká strana státoprávně pokroková (Tschechische staatsrechtlich-fortschrittliche Partei) zusammen.